# Рубикяй (озеро)
Рубикяй — озеро в Аникщяйском районе Литвы. На озере расположено полтора десятка островов (Пертако, Бучине, Аукштойи, Чеснакине, Лиепине, Диджойи и др.) общей площадью 1,1 км². Среди населённых пунктов, расположенных на берегу озера, деревня Рубикяй является самой крупной. Из озера вытекает речушка Аникшта, левый приток реки Швянтойи, в честь которой был назван городок Аникщяй. В 1960 году озеро Рубикяй было объявлено ландшафтным заповедником и теперь является частью Аникщяйского регионального парка.
Есть несколько кемпингов, где туристы могут поставить палатки или взять напрокат каяки. Ежегодно с 1984 года на озере Рубикяй проводится регата в День Йонинес (день Ивана Купалы).